# Sipunculus (Austrosiphon) indicus
Sipunculus (Austrosiphon) indicus is een soort in de taxonomische indeling van de Sipuncula (Pindawormen).
Het dier behoort tot het geslacht Sipunculus en behoort tot de familie Sipunculidae. De wetenschappelijke naam van de soort werd voor het eerst geldig gepubliceerd in 1850 door Peters.